# Anacopia
La fortezza di Anacopia (in georgiano ანაკოფია?) è un'antica fortificazione militare della cittadina di Nuovo Athos, in Abcasia, repubblica autonoma facente parte de iure della Georgia. Si trova in cima al monte d'Iberia ed è la più completa struttura superstite di Anacopia, antica capitale del Regno di Abcasia.

## Storia
Una prima struttura militare fu costruita tra il II ed il IV secolo. Alla fine del VII secolo venne edificata la cinta muraria principale con la partecipazione dei bizantini, allarmati dall'espansione islamica. Negli anni 736 e 737 il futuro califfo Marwān II pose sotto attacco con 60.000 uomini la fortezza, divenuta dimora di Leone I di Abcasia e di Mihr, fratello del sovrano Archil di Cachezia. Difesero Anacopia 1.000 georgiani e 2.000 abcasi. Secondo le Cronache georgiane, tra le truppe arabe si diffuse un'epidemia che causò la morte di 35.000 persone. Altri 3.000 arabi morirono durante l'assalto alla fortezza. Il tentativo di Marwān II dunque fallì. Nel 788 il capo arabo Suleiman ibn Isam provò a condurre un nuovo attacco ad Anacopia, ma senza esito. Nella seconda metà del VII secolo fu costruito un tempio. Nel secolo successivo altre architetture religiose videro la luce in cima al monte d'Iberia.
Un intervento di restauro nel sito ha avuto luogo nel 2008. La struttura occupa uno spazio di 450x150 metri.